# HD 108541
HD 108541 är en ensam stjärna belägen i den norra delen av stjärnbilden Kentauren som också har Bayer-beteckningen u Centauri. Den har en skenbar magnitud av ca 5,45 och är svagt synlig för blotta ögat där ljusföroreningar ej förekommer. Baserat på parallaxmätning inom Hipparcosuppdraget på ca 7,5 mas, beräknas den befinna sig på ett avstånd på ca 440 ljusår (ca 134 parsek) från solen. Den rör sig bort från solen med en heliocentrisk radialhastighet på ca 5 km/s.

## Egenskaper
HD 108541 är en blå till vit stjärna i huvudserien av spektralklass B8/9 V. Den har en massa som är ca 2,9 solmassor, en radie som är ca 2,9 solradier och har ca 265 gånger solens utstrålning av energi från dess fotosfär vid en effektiv temperatur av ca 11 000 K.